# Gabriela Gomes
Gabriela Gomes, también conocida como Gabriela Daiana Gomes es una historiadora, docente e investigadora argentina.

## Biografía
Realizó sus estudios de doctorado en la Universidad de Buenos Aires (UBA) y, anteriormente, su licenciatura y maestría en historia en la Universidad Nacional de General Sarmiento (UNGS).
Se desempeña como docente en la cátedra de Introducción al Conocimiento de la Sociedad y el Estado, del Ciclo Básico Común (UBA) e Historia Latinoamericana Contemporánea (UNGS). Ha centrado su trabajo de investigación historiográfica en torno a la extrema derecha, corporativismo y regímenes dictatoriales de Latinoamérica.
Su tesis doctoral, dirigida por Ernesto Bohoslavsky, se titula: Vivienda social en dictaduras: Actores, discursos, políticas públicas y usos propagandísticos en las Regiones Metropolitanas de Buenos Aires (1966-1983) y Santiago de Chile (1973-1989).

## Obras

### Libros
- Gomes, G. (2016) La política social de los regímenes dictatoriales en Argentina y Chile (1960-1970). La Plata: Universidad Nacional de la Plata. ISBN 978-950-34-1397-5 Disponible en línea Archivado el 19 de octubre de 2020 en Wayback Machine.
- Gomes, G. y Vicente, M. (2016) Trayectorias de intelectuales en el Estado, actas de jornadas de discusión. UNGS: San Fernando. ISBN 978-987-42-0278-9 Disponible en línea

### Capítulos de libros
- Gomes, G. (2019) O corporativismo social na Argentina e no Chile durante a década de 1960. En Corporativismos ibéricos e latino-americanos (327-352). Porto Alegre: EDIPUCRS
- Gomes, G. (2019) Actores y proyectos de vivienda social en la Ciudad de Buenos Aires durante la autodenominada "Revolución Argentina" (1966-1973). En Desafíos historiográficos, teóricos y didácticos del abordaje del pasado reciente en Argentina. Los Polvorines: Ediciones UNGS.
- Gomes, G. (2019) Esperando el siglo del corporativismo: Argentina (1929-1983). En O corporativismo em questão. Río de Janeiro: Fundação Getúlio Vargas.
- Gomes, G. (2018) El sistema de participación comunitaria y el bienestar social bajo el Onganiato. En Tramas del pasado reciente argentino. Historia, memoria y transmisión. Los Polvorines: UNGS.
- Bohoslavsky, E., Broquetas, M. & Gomes, G. (2018). Juventudes conservadoras en los años sesenta en Argentina, Chile y Uruguay. En El pensamiento conservador y derechista en América Latina, España y Portugal. Siglos XIX y XX(289-312). Madrid y Frankfurt: Iberoamericana-Vervuert.
- Gomes, G. (2014). Los orígenes doctrinarios de propuesta comunitarista del Onganiato. En Política y cultura durante el "Onganiato". Nuevas perspectivas para la investigación de la presidencia de Juan Carlos Onganía (1966-1970)(105-119). Rosario: Prohistoria Ediciones.
- Gomes, G. (2011). Los aspectos corporativos de la dictadura chilena (1973-1990). En Las derechas en el Cono Sur. Actas del Taller de Discusión(103-117). Los Polvorines: UNGS.

### Publicaciones
- Gomes, G., & Seitz, A. (2019). Las revueltas populares y el tiempo social en la búsqueda de construcción de consensos en la autodenominada “Revolución Argentina”. Revista de Historia. (20), 60-79. Disponible en línea
- Gomes, G. (2016). Héroes y Demonios. Los jóvenes del Frente Nacionalista Patria y Libertad en el Chile de la Unidad Popular (1970-1973). Revista de la Red Intercátedras de Historia de América Latina Contemporánea. ISSN 2250-7264.
- Gomes, G. (2016). La opción política corporativista en Argentina y Chile: agrupaciones políticas y círculos intelectuales (1930-1970). Amérique Latine Histoire et Mémoire. Les Cahiers ALHIM. ISSN 1777-5175.
- Gomes, G. (2015). Cuestión social y regímenes militares. Argentina y Chile durante los años setenta. Revista Quinto Sol, Instituto de Estudios Socio-Históricos, Universidad Nacional de La Pampa, 19. ISSN 0329-2665.
- Gomes, G. (2014). Asistencialismo, desarrollo y municipio: las bases sociales de la dictadura chilena. Papeles de Trabajo, Instituto de Altos Estudios Sociales, 8-13, 224-249. ISSN 1851-2577.
- Gomes, G. (2014). El anticomunismo de la Juventud Conservadora chilena: El caso de la Falange Nacional (1935-1957). Universidade Estadual de Londrina, Mediações, 19, 1; 170-186.
- Gomes, G. (2011). La radicalización católica en Argentina y Chile en los sesenta. Revista Cultura y Religión. v. 5, n. 2, p. 53-72. ISSN 0718-4727. Disponible en línea
- Gomes, G. (2011). Las tradiciones corporativistas en la dictadura pinochetista. Observatorio Latinoamericano 8, Dossier, 134-149. ISSN 1853-2713 Disponible en línea